# Тврђава Итзедин
Тврђава Итзедин  јадан је од многобројних фортификацијиских објеката на острву Криту у јужној Грчкој. Изграђен је за време владавине Османлијске империја Критом 1870-тих година, на локацији некада старе куле. 

## Назив
Тврђава је добила име по Итзедину,  првом сину султана Абдулa Азиза.

## Положај и ниво заштите
Тврђава се налази на брду са погледом на море, недалеко од села Калами, на 14 км источно од града Хања (грчки Χανιά) — главног град истоименог округа Хања, или периферије Крита, једног од најважнијих и највећих градова јужне Грчке и другог по величини град на острву Крит.
- Поглед на тврђаву са брда
- Поглед на тврђаву са мора

Географски положај
- 35° 27′ 56.17″ N,
- 24° 08′ 52.36″ E
- надморска висина ≈ 45 метар

Степен заштите
Тврђава је у релативно добром стању.

## Историја
Предуслови
После двомесечног опседања градских зидина 1645. године пао је град Хања и његова оклина под османску власт. Град је по освајању опљачкан, много становништва је изгинуло или побегло из града. Градске цркве су претваране у џамије, граде се амам и друге зграде источњачког типа. И поред страшног страдања Хања задржава водећу улогу на острву захваљујући томе што постаје седиште пашалука на Криту, а у граду се јавља и муслиманска („турска”) мањина.
Грчки устанак против османске власти, који је почео 1821. године био је  уперен највише против месних Османлија. Устанак је завршен стварањем модерне Грчке, али она није обухватила Крит.
Побуна на Криту догодила се касне 1866. јер је претежно грчко, православно становништво, желело да се прикључи краљевини Грчкој. Краљевина Грчка је подржала побуњенике, али је та помоћ била ограничена јер стране силе нису желеле да се Крит одвоји од Османског царства. Султан је послао свог делегата Мехмед-пашу да смири побуњенике и нађе заједнички језик са њима како би дошло до компромиса. Међутим, то се није десило. Дана 11. фебруара 1867. султан је послао велику војску на челу са Омер-пашом, звездом кримског рата да угуши буну.
После војног преузимања, султан је послао највише званичнике и смирио сенат тако што им је дао позиције и ордење, те је тако повратио мир и вратио Крит под власт Истанбула ране 1868. године. Као резултат ове буне одржала се специјална конференција у Паризу 19. септембра 1869. године која је дискутовала о споразуму из 1856. године, те су острву одобрене трговинске консесије, као и изузимање плаћања пореза и војне службе.
Градња тврђаве
Како би се заштитили од грчких устаника Османлије су почеле да граде бројна утврђења на Криту, међу којима је била и тврђава Итзедин.
Тврђаву Итзедин изградиле су Османлије 1872. године по наређењу Реуф Паше, заповедник Крита, као главно одбрамбено место, са кога су Османлија браниле залив Соуда. Тврђава је изграђен у стилу  типичне османске дворске архитектуре из 19. века.
Када су 1878. године на Берлинском конгресу загарантована знатна права хришћана на Криту, то је проузроковало постепено исељавање Османлија са острва, које је завршено 1922. године после грчко-турског рата. У ово време грчку политику представља највише личност Елефтериоса Венизелоса, који је био носилац побуне против османске власти на Криту од 1896. до 1897. Тада је образована тзв. Република Крит са средиштем у Хањи. Овим започиње процват града и његове околине, а Крит постаје космополитски и све више европски. Коначно, Хања и Крит су се прикључили данашњој Грчкој 1913. године, а статус средишта острва Хања губи у корист Ираклиона.

### Пренамена тврђаве у затвор
У годинама које су уследиле након ослобађања Крита од Османлија, тврђава је служила као затвор за политичких противнике, затворенике осуђене на смрт или обичне затворенике због разних кривиминалних дела наведених у кривичном закону Грчке.
Један од његових познатих затвореника био је будући грчки премијер Елефтериос Венизелос, који је био овде заточен 15 дана након што је осуђен због увреде грчког епископа.
У овој тврђави-затвору је завршио и диктатор генерал Теодорос Панагалос две године након његовог свргавања са политичке власти.
После Другог светског рата тврђава је поново отворена 1948. године. Те године у њу су премештени политички затвореници са острва Гавдос (јужно од Крита). Политички затвореници су слани у тврђаву Итзедин све до пада грчке војне хунте (1974).
Последња смртна казна у Грчкој извршена је у тврђави Итзедин 1972. године. Након исељења затвора тврђава је напуштене и изложене зубу времена.
Данас локалне власти покушавају да обнове тврђаву, и у том циљу током туристичке сезоне у њеном дворишту организују извођење већег броја музичких концерата са различитом тематиком.